# Hwasong-15
Le Hwasong-15 (hangeul : 《화성-15》형 ; hanja : 火星 15型) est un missile balistique intercontinental (ICBM) nord-coréen.
Il a effectué son vol inaugural le 28 novembre 2017. Il s'agit du premier missile balistique développé par la Corée du Nord qui est théoriquement capable d'atteindre tout le continent américain.